# Vulgarización y barbarización
La Vulgarización y barbarización dentro de las ideas históricas de Arnold J. Toynbee, son procesos homólogos que tienden a liquidar espiritualmente a las minorías dominantes.

## Pérdida de inspiración
La minoría dominante, esto es, la fracción de una civilización en desintegración que continúa al mando, pierde su moral, como consecuencia del quiebre del legado y tradición espiritual propio de la civilización. Por tanto, parte a buscar su inspiración en fuentes extrañas a la civilización. Cuando ésta fuente es una civilización extranjera, se trata de barbarización, mientras que cuando la inspiración es el propio proletariado interno, es vulgarización. La diferencia es meramente conceptual, porque la vulgarización y barbarización tienen en común el abandono de la tradición de la civilización por parte de sus desmoralizados dirigentes.

## Asimilación
En el arte, este proceso se ve en el abandono de las manifestaciones artísticas propias de la civilización en su época de esplendor, para ser reemplazadas por un arte propio de otras civilizaciones, como por ejemplo la introducción del fasto oriental en las postrimerías del Imperio romano, o la búsqueda de inspiración en el arte africano y la música africana en el mundo occidental.
En las maneras y costumbres, se ve en la asimilación de aquellas propias del populacho. En el Imperio romano puede verse esto en la figura de Cómodo, quien se "rebajaba" a luchar en la arena como un gladiador, y entre los europeos occidentales, en la adopción de costumbres indígenas americanas como el consumo de tabaco.
En la religión, esto se ve en la asimilación de religiones extranjeras y del bajo pueblo, en desprecio de los antiguos dioses propios de la civilización. En el Imperio romano ello es visible en la adopción del cristianismo de inspiración no helénica, sino siríaca, primero por el pueblo romano, y después por la élite, en desprecio de la religión tradicional de los dioses olímpicos. En el mundo moderno, por la infiltración de cultos y credos religiosos de inspiración indostánica o arábiga.